# Cryptolabis tridenticulata
Cryptolabis tridenticulata är en tvåvingeart som beskrevs av Alexander 1967. Cryptolabis tridenticulata ingår i släktet Cryptolabis och familjen småharkrankar.
Artens utbredningsområde är Honduras. Inga underarter finns listade i Catalogue of Life.